# Corydalis lidenii
Corydalis lidenii är en vallmoväxtart som beskrevs av Z.Y.Su. Corydalis lidenii ingår i släktet nunneörter, och familjen vallmoväxter. Inga underarter finns listade i Catalogue of Life.